# دارين موريس
دارين موريس (بالإنجليزية: Darrin Morris)‏ (15 يونيو 1966 - 1 أكتوبر 2000) هو ملاكم أمريكي.

## روابط خارجية
- دارين موريس على موقع بوكس ريك (الإنجليزية) (registration required)